# Невада
Вижте пояснителната страница за други значения на Невада.
Невада (на английски: Nevada) е щат, разположен в западните части на САЩ. Известен с лесното сключване и разтрогване на бракове, легализацията на хазарта и (в някои окръзи) на проституцията. Има едни от най-строгите закони против наркотиците. Столица на щата е Карсън Сити, а най-големият град е Лас Вегас.
Официалният прякор на Невада е „Сребърния щат“, заради големите залежи от сребро, открити и разработвани в него. Девизът му е „Всичко за нашата страна“ (All for Our Country). От 1867 г. е тридесет и шестия щат на САЩ. Има 3 104 614 жители (2020), от които над 85% живеят в градовете Лас Вегас и Рино.
Общата площ на Невада е 286 386 km², от които 284 479 km² са суша, а 1907 km² – вода (0,67%). Около 86% от земята е собственост на федералното правителство.
Щатът е кръстен на планинската верига Сиера Невада, а самата дума невада на испански означава „снеговалеж, покривам със сняг“. Релефът е планински и пустинен.

## География
Граничи на север с щатите Орегон и Айдахо, на запад и юг с Калифорния, и на изток с Юта и Аризона. Обхваща пустинята Мохаве на юг и повечето от Голямата Долина на север.

## История
Първите европейци, които стъпват по тези земи през 1776 г., са испанците. Франсиско Гарсес открива тези места, докато търси път между Калифорния и Ню Мексико. Джон Чарлз Фримонт прави много експедиции и е първият, начертал карта на тези земи.
До 1848 г. Невада е част от Мексико. САЩ я завладяват в Мексиканско-американската война.

## Икономика
Основно щатът се издържа от хазарт (48,6% от приходите). Развити са и металургията, добивът на злато и сребро, производството на стъкло, енергийната промишленост и селското стопанство (животновъдството).

## Градове
- Боулдър Сити
- Вирджиния Сити
- Ийли
- Елко
- Западен Уендоувър
- Карлин
- Карсън Сити – столица
- Лас Вегас
- Рино
- Северен Лас Вегас
- Спаркс
- Уелс
- Хендерсън
- Юрика

## Окръзи
Невада се състои от 16 окръга и 1 независим град – Карсън Сити. Те са:
1. Дъглас
2. Елко
3. Есмералда
4. Кларк
5. Лайън
6. Лендър
7. Линкълн
8. Минеръл
9. Най
10. Пършинг
11. Стори
12. Уайт Пайн
13. Уашо
14. Хъмбоулт
15. Чърчил
16. Юрика